# Yurécuaro
Yurécuaro – miasto w Meksyku, w stanie Michoacán.